# 단월면
단월면(丹月面)은 경기도 양평군의 면이다. 양평군의 동북부에 위치한 내륙산간 지역으로 석산계곡 등이 있는 산자수려한 전형적인 농촌지역이다.

## 역사
1914년 2월 18일에 경기도 지평군 하북면(下北面)의 하광리와 성재리를 각각 용문면과 청운면으로 편입시키고 남은 지역으로 성립되었다.

## 행정 구역
- 봉상리 (鳳上里)
- 삼가리 (三加里)
- 보룡리 (寶龍里)
- 덕수리 (德水里)
- 부안리 (富安里)
- 향소리 (杏蘇里)
- 산음리 (山陰里)
- 석산리 (石山里)
- 명성리 (明星里)

## 교육
- 단월중학교
- 양평단월초등학교

## 특산물
- 고로쇠수액